# Allomenus bimacula
Allomenus bimacula är en insektsart som beskrevs av Henri Saussure 1899. Allomenus bimacula ingår i släktet Allomenus och familjen vårtbitare. Inga underarter finns listade i Catalogue of Life.